# Élections sénatoriales de 2011 dans la Haute-Marne
Les élections sénatoriales de 2011 en Haute-Marne ont lieu le dimanche 25 septembre 2011. Elles ont pour but d'élire les sénateurs représentant le département au Sénat pour un mandat de six années.

## Contexte départemental
Lors des élections sénatoriales du 23 septembre 2001 dans la Haute-Marne, deux sénateurs RPR ont été élus, Charles Guené et Bruno Sido.
Depuis, tous les effectifs du collège électoral des grands électeurs ont été renouvelés, avec les élections législatives françaises de 2007, les élections régionales françaises de 2010, les élections cantonales de 2008 et 2011 et les élections municipales françaises de 2008.
La majorité présidentielle apparaît favorite et pourrait conforter son ancrage dans ce département qu'elle dirige depuis 1998 (actuellement 22 sièges du conseil général sont à droite et 9 à gauche). En outre, les principales villes ont un maire UMP (Saint-Dizier, Chaumont, Langres) ou divers droite (Nogent), à l'exception de Joinville, dirigée par un divers gauche.

## Sénateurs sortants
| Sénateur | Sénateur      | Parti | Fonctions lors de l'élection en 2001              |
| -------- | ------------- | ----- | ------------------------------------------------- |
|          | Charles Guené | UMP   | Conseiller général, maire de Vaux-sous-Aubigny    |
|          | Bruno Sido    | UMP   | Président du conseil général, conseiller régional |

## Présentation des candidats et des suppléants
Les nouveaux représentants sont élus pour une législature de 6 ans au suffrage universel indirect par les 816 grands électeurs du département. En Haute-Marne, les sénateurs sont élus au scrutin majoritaire à deux tours. Leur nombre reste inchangé, 2 sénateurs sont à élire. Ils sont 6 candidats dans le département, chacun avec un suppléant.
| T/S | Candidats | Candidats           | Parti | Principale fonction                            |
| --- | --------- | ------------------- | ----- | ---------------------------------------------- |
| T   |           | Denis Maillot       | PS    | Conseiller général, maire de Viéville          |
| S   |           | Claire Colliat      | PS    |                                                |
| T   |           | Pierre Rival        | PS    |                                                |
| S   |           | Patricia Petronelli | PS    |                                                |
| T   |           | Charles Guené       | UMP   | Sénateur sortant, maire de Vaux-sous-Aubigny   |
| S   |           | Michel Garet        | UMP   | Maire de Villiers-en-Lieu                      |
| T   |           | André Noirot        | UMP   | Conseiller général                             |
| S   |           | Claudine Maigrot    | UMP   | Adjointe au maire de Joinville                 |
| T   |           | Bruno Sido          | UMP   | Sénateur sortant, président du conseil général |
| S   |           | Bernard Gendrot     | UMP   |                                                |
| T   |           | Michel Perrin       | FN    | Conseiller régional, maire de Saint-Maurice    |
| S   |           | Joséphine Martin    | FN    |                                                |

## Résultats
| Candidat et parti politique | Candidat et parti politique | Candidat et parti politique | Premier tour | Premier tour | Second tour | Second tour |
| Candidat et parti politique | Candidat et parti politique | Candidat et parti politique | Voix         | %            | Voix        | %           |
| --------------------------- | --------------------------- | --------------------------- | ------------ | ------------ | ----------- | ----------- |
|                             | Charles Guené               | UMP                         | 406          | 51,39        |             |             |
|                             | Bruno Sido                  | UMP                         | 334          | 42,28        | 402         | 52,41       |
|                             | Denis Maillot               | PS                          | 293          | 37,09        | 365         | 47,59       |
|                             | André Noirot                | UMP                         | 309          | 39,11        |             |             |
|                             | Pierre Rival                | PS                          | 115          | 14,56        |             |             |
|                             | Michel Perrin               | align=left                  | FN           | 34           | 4,30        |             |
|                             |                             |                             |              |              |             |             |
| Inscrits                    | Inscrits                    | Inscrits                    | 815          | 100,00       | 815         | 100,00      |
| Abstentions                 | Abstentions                 | Abstentions                 | 14           | 1,72         | 8           | 0,98        |
| Votants                     | Votants                     | Votants                     | 801          | 98,28        | 807         | 99,02       |
| Blancs et nuls              | Blancs et nuls              | Blancs et nuls              | 11           | 1,35         | 40          | 4,91        |
| Exprimés                    | Exprimés                    | Exprimés                    | 790          | 96,93        | 767         | 94,11       |